# Sélim Ier
Pour les articles homonymes, voir Selim (homonymie).
 (juillet 2023).
Sélim Ier (Yavuz Sultan Selim Han) dit « le Brave » ou « le Terrible » (en turc : yavuz, « brave », « hardi », « audacieux ») (né le 10 octobre 1470 à Amasya – mort le 22 septembre 1520 à Constantinople) est le 9e sultan de l'Empire ottoman.
Contrairement aux croyances, Sélim ne se proclame pas calife et les sultans ottomans n'ont pas attendu Sélim Ier pour s'attribuer de temps à autre le titre de calife,. Il succéda à son père Bayézid II.
Il a six fils, dont Suleyman, plus connu sous le nom de Soliman le Magnifique, qui lui succède à sa mort.
Aujourd'hui, le troisième pont traversant le Bosphore, le pont Yavuz Sultan Selim, porte son nom.

## Biographie

### Jeunesse
Né à Amasya le 10 octobre 1470, Sélim est le plus jeune fils de Bayézid II. Sa mère Gülbahar Hatun, est une des épouses de Bajazet II.
Nommé gouverneur de Trébizonde par son père en 1489, Sélim met à profit cette fonction pour se familiariser avec l'administration et pour mener quelques campagnes militaires victorieuses. Très proche des janissaires, dont il adopte partiellement le costume, il est considéré comme frugal et économe, très religieux et rusé. Il organise un réseau d’espionnage efficace dans tout le pays et dans les pays voisins. Il fait la conquête d'une partie de la Géorgie, correspondant aux provinces de Kars, d'Erzurum et d'Artvin.

### Prise du pouvoir

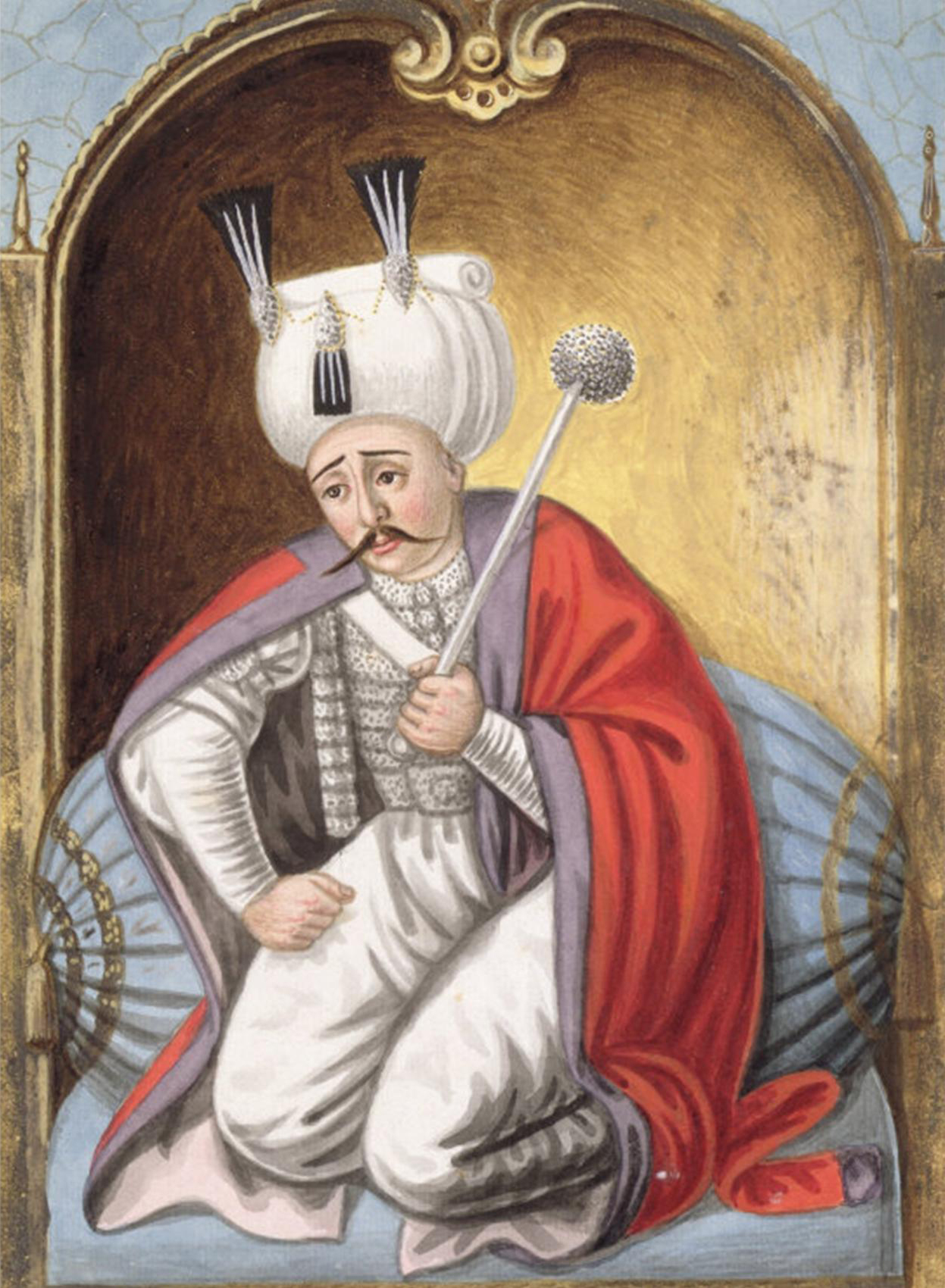
Sélim Ier par John Young, 1815.

L'année suivante, Sélim entre en rébellion contre son père, qu'il finit par contraindre à l'abdication avec l'aide des janissaires en 1512. Il tue ses frères et neveux pour éliminer tout prétendant au trône. Il donne la preuve de son intransigeance en exécutant devant leurs hommes deux officiers ayant montré des signes d'insubordination.

### Unification de l’Anatolie
Sélim ne rompt pas la paix avec les puissances chrétiennes, en revanche à l’est les Séfévides constituent un danger pour l’Empire ottoman. Le chah de Perse Ismaïl Ier diffuse le chiisme que Sélim considère comme une horrible hérésie. Le but de Sélim est d’éliminer les Safavides et de rétablir ainsi l’unité des musulmans. Le 23 avril 1514, il part vers Sinope. Il y laisse un détachement de 40 000 soldats et part en campagne vers l’Iran avec le reste de l’armée, soit 100 000 soldats. L’armée d’Ismaïl comprend elle aussi 100 000 hommes, mais elle est beaucoup moins bien équipée et surtout l’artillerie ottomane est très supérieure. La bataille a lieu à Tchaldiran (province de Van) le 23 août 1514. Les Ottomans sortent vainqueurs, mais le Chah peut s’échapper.
Erzincan et Bayburt sont envahis et la forteresse de Kemah (près d’Erzincan) est prise. Sélim continue son avancée et entre dans Tabriz. Tout l’Est de l’Anatolie passe sous la domination ottomane. Le 15 septembre 1514, Sélim se retire de Tabriz pour se diriger vers le Karabagh (Karabağ), mais il préfère se replier sur Amasya pour y passer l’hiver.
En juin 1515, Sélim conquiert le beylik des Dulkadir (Dulkadiroğlu) lors de la bataille du mont Turna (en) (province de Kahramanmaraş) le 12 juin 1515. La principauté devient l'eyalet de Dulkadir.

### Conquête de l'Égypte
Les Séfévides s’allient avec les Mamelouks du Caire. En l'apprenant, Sélim part aussitôt, en juin 1516, en campagne vers l’Égypte. Le 27 août, la citadelle d’Antep (aujourd’hui Gaziantep en Turquie) se rend, ainsi que celle de Besni (dans la province d’Adıyaman).
La bataille a lieu à Marj Dabiq aux environs d’Alep (Syrie). Deux ans exactement après la bataille de Tchaldiran, ce sont cette fois les Mamelouks qui sont écrasés par la supériorité des armées ottomanes. Le sultan mamelouk Qânsûh al-Ghûri est tué et le calife abbasside al-Mutawakkil III est fait prisonnier. Sélim entre dans Alep le 28 août 1516. Le jour suivant, les prières sont dites en son nom, le déclarant calife.
Une campagne éclair lui fait prendre la Syrie et le Liban, puis il traverse le désert du Sinaï en 13 jours. Il bat les Mamelouks une nouvelle fois aux environs du Caire à la bataille de Ridaniya le 24 janvier 1517. Le dernier sultan mamelouk est exécuté le 13 avril.
Le 6 juillet La Mecque et Médine deviennent territoires ottomans. Le calife al-Mutawakkil abdique en faveur de son père al-Mustamsik. Ce dernier remet dans les mains de Sélim les insignes du pouvoir califal. Sélim envoie à Constantinople les objets sacrés (turc : Emanat-ı Mukaddes) l'épée, la robe, l'étendard et des dents du prophète et transforme Constantinople en centre du califat.
Il reste encore au Caire pendant huit mois et revient à Constantinople le 25 juin 1518.

### Sur les mers

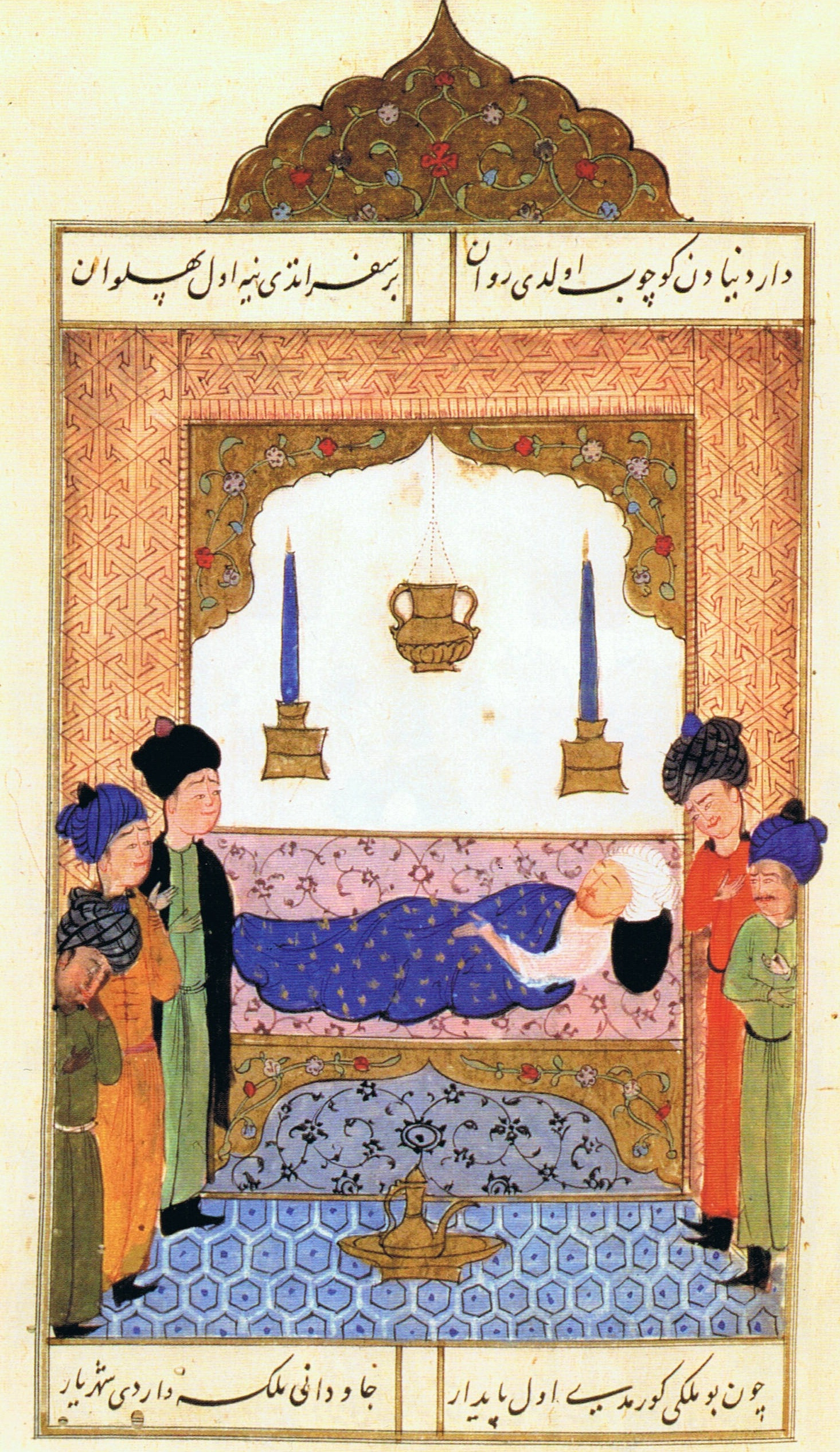
Sélim Ier sur son lit de mort, miniature ottomane du Selim-Nameh, XVIe siècle.

Les frères Barberousse Arudj puis Khayr ad-Dîn, chefs des corsaires d'Alger, sont en lutte contre l'Espagne des Rois catholiques. Sélim leur accorde une aide matérielle en leur fournissant des navires.
Vers 1518, Khayr ad-Dîn Barberousse décide de s'allier complètement à l'Empire ottoman en faisant allégeance au sultan, qui lui donne le titre de pacha et de beylerbey avec une troupe de 2 000 janissaires munis d'artillerie, puis de 4 000 volontaires ayant le statut de janissaires.
La domination turque sur l'Algérie et la Tunisie ne sera complète que sous le règne de Soliman.

### Sa mort
Selim Yavuz meurt le 22 septembre 1520 d'un cancer à l'âge de quarante-neuf ans, alors qu'il préparait une expédition contre l'île de Rhodes. Il laisse à son fils Süleyman, futur Soliman le Magnifique, un empire en pleine expansion qui s'étend sur l'Europe, l'Asie et l'Afrique. Son chroniqueur et conseiller, Idris-i Bidlisi, mort la même année, laisse une biographie inachevée du sultan, le Selim-Nameh (Livre de Sélim).
Sélim écrivait des poèmes en persan sous le pseudonyme de Mahlas Selimi. Dans l'un d'eux, il écrit :
« Un tapis est assez large pour contenter deux soufis mais le monde n'est pas assez large pour deux rois. »
Son türbe est élevé derrière la mosquée du sultan Selim Ier, construite en son honneur par son fils et successeur Soliman, dans l'actuel district de Fatih à Istanbul.

## Héritage
A sa mort, l’Empire domine la majeure partie du monde arabe, avec notamment les lieux saint de l’islam comme La Mecque, Medine et Jérusalem. Grâce à lui l’Égypte tomba sous domination turque jusqu’à l’ascension de Méhémet Ali et du protectorat Britannique. La marine turque lui rendit hommage en rebaptisant Yavuz Sultan Selim (puis Yavuz tout court) le croiseur de bataille SMS Goeben vendu par l'Allemagne à l'empire ottoman durant la Première Guerre mondiale.

## Dans la culture
- Il apparait dans le jeu vidéo Assassin's Creed Revelations, où il revient victorieux de la guerre le confrontant à son père avec le titre de sultan. Il tue son frère qui a attenté à la vie de son fils Suleyman et il confronte brièvement le personnage principal (Ezio Auditore da Firenze), qu'il somme de quitter Constantinople sous peine de le faire exécuter.
- Il est l'antagoniste final de la campagne d'Ismaïl de l'extension The Royals Mountains d'Age of Empires II: Definitive Edition.